# Општина Орлат (Сибињ)
Орлат (рум. Orlat) општина је у Румунији у округу Сибињ.
Oпштина се налази на надморској висини од 484 m.